# Partido Comunista da Andaluzia
O Partido Comunista da Andaluzia (em espanhol Partido Comunista de Andalucía) é a federação andaluza do Partido Comunista de Espanha (PCE). É a maior organização das que integram ao PCE e a que conserva um maior grau de atividade.
Tem uns 11.000 afiliados e seu secretário geral é José Luis Centella.